# Amadeo I de Saboya
Amadeo I de Sapoya, apodado la Coda ('el de la Cola') (muerto en 1051), fue conde de Saboya desde la muerte de su padre Humberto (1047 o 1048) hasta su propia muerte.

## Biografía
Su apodo proviene de una anécdota, conservada solamente en un manuscrito del siglo XIII, del hecho de que, convocado en Verona (o Roma) en 1046, por el emperador Enrique III el Negro, se negó a entrar en la ciudad hasta que se le permitió llevar consigo su propia escolta, su cola.
Amadeo aparece por primera vez en un documento del 8 de abril de 1022, cuando, junto con su hermano menor Burcardo, obispo de Belley, fue testigo de una donación de Lambert, obispo de Langres, a su padre.
Probablemente en algún momento después de esto y antes de 1030, Amadeo, Burcardo y un tercer hermano, Otón, se unieron a su padre en el testimonio de una donación hecha por un Aimone de Pierrefort a la Abadía de Cluny. En otras dos cartas sin fecha, probablemente del mismo periodo, Amadeo junto con sus hermanos Otón, Aimone y su padre hicieron donaciones a la abadía de Cluny y a la iglesia de Saint-Maurice en Matassine. Amadeo y su padre también fueron testigos de otra donación, hecha por varios nobles, a la Abadía de Savigny.
El primer registro del matrimonio y el uso del título condal de Amadeo, proviene de un documento del 22 de octubre de 1030. En esa fecha, en Grenoble, el conde y su esposa, Adelaida, de familia desconocida, dio la iglesia de Matassine a Cluny. El acto fue presenciado por un Humberto y su esposa Ausilia -que eran tal vez el padre de Amadeo y la madre- también por su hermano Otto y por el rey Rodolfo III de Borgoña y su esposa Ermengarda. 
Aunque el documento de 1030 no demuestra que Amadeo y su padre tuvieran el rango de condes al mismo tiempo, un título de Humberto de 1040 para la Diócesis de Aosta fue confirmado por su hijo mayor, que llevaba el título de conde. El 21 de enero de 1042 Amadeo, Otón y Aimone confirmaron otro título de su padre a favor de la iglesia de Saint-Chaffre. El 10 de junio, el conde Amadeo, el conde Humberto y Otón donaron la iglesia de Echelles a la iglesia de San Lorenzo en Grenoble. En la siguiente década no se tiene noticia de las actividades de Amadeo.  Su última acción fue anotada el 10 de diciembre de 1051. En este documento se le llama Conde de Belley (comes Bellicensium), pero es casi seguro que es el mismo conde Amadeo, como el hijo de Humberto I.
Consolidó la posición de su padre en Saboya y Maurienne y fundó el convento de Le Bourget-du-Lac.
Amadeus murió poco después de 1051 y, según las fuentes del siglo XIV, fue enterrado en Saint-Jean-de-Maurienne. Su hijo Humberto había muerto antes, pero dejó un hijo, Aimone, que se convirtió en obispo de Belley.  Él pudo haber tenido una hija que se casó en la familia de los condes de Ginebra.  La sucesión pasó a su hermano Otón de Saboya (1023-1060).

## Familia
Se casó con Adila o Adalegidal o Adelaida y tuvieron dos hijos:
- Humberto (muerto en 1051)
- Aimone (muerto en 1060), obispo de Belley.